# Jorge Rojas Flores
Jorge Rojas Flores (n. 1964) es un historiador chileno, dedicado al estudio del movimiento sindical, la infancia y la cultura de masas. Obtuvo la Licenciatura en Historia en la Pontificia Universidad Católica de Chile y el doctorado en Estudios Americanos en la Universidad de Santiago de Chile.

## Biografía
Fue investigador del Programa de Economía del Trabajo, donde se enfocó en temas sindicales. Luego se desempeñó como académico en la Universidad de Talca, la Universidad Arcis, la Universidad Alberto Hurtado y la Pontificia Universidad Católica de Chile.
Su área inicial de interés fue la política laboral de Carlos Ibáñez del Campo, bajo cuyo gobierno se implementaron varios cambios institucionales que permitieron legalizar el movimiento sindical chileno. Producto de esto publicó El sindicalismo y el Estado en Chile (1924-1936) (1986) y La Dictadura de Ibáñez y los sindicatos (1927-1931) (1993), obra que fue premiada por la Academia Chilena de la Historia. Poco después escribió sobre el Partido Comunista de Chile y el movimiento sindical chileno (los obreros de la construcción y los trabajadores de Cristalerías de Chile), junto a Alfonso Murúa, Moisés Fernández, Cinthia Rodríguez y Gonzalo Rojas Flores. Luego se especializó en reconstruir la historia de la infancia en Chile, que antes había sido estudiada ocasionalmente por Sergio Vergara Quiroz, María Angélica Illanes y Gabriel Salazar. Puso atención a la transmisión de valores morales y ritualidad cívica en niños y niñas, ámbito en el que fue pionero.  También incursionó en las revistas infantiles, como El Peneca y Mampato, algunas organizaciones infantiles (como los  boy scouts) y estudiantiles (como la  FESES), el trabajo infantil, la importancia de los niños durante el gobierno de la Unidad Popular y su presencia en el arte y la literatura, como en el caso de Papelucho. En 2010 apareció Historia de la Infancia en el Chile republicano, 1810-2010, que incluyó una panorámica general sobre el tema. En forma paralela se dedicó a conocer el impacto de las  historietas, prosiguiendo los estudios que en Chile había iniciado Ariel Dorfman. En los últimos años se ha enfocado en la primera etapa de la Guerra Fría en Chile, en particular el gobierno de Gabriel González Videla y su relación con el Partido Comunista.

## Libros
- El sindicalismo y el Estado en Chile (1924-1936), Santiago, Colección Nuevo Siglo, 1986.
- La Dictadura de Ibáñez y los sindicatos (1927-1931), Santiago, Dirección de Bibliotecas, Archivos y Museos, 1993. descargar completo
- Los niños cristaleros: trabajo infantil en la industria. Chile, 1880-1950, Santiago, Dirección de Bibliotecas, Archivos y Museos, 1996.
- Moral y prácticas cívicas en los niños chilenos, 1880-1950, Santiago, Ariadna Ediciones, 2004.
- Los suplementeros: los niños y la venta de diarios. Chile, 1880-1953, Santiago, Ariadna Ediciones, 2006.
- Los Boy Scouts en Chile. 1909-1953. Santiago, Dirección de Bibliotecas, Archivos y Museos, 2006.
- Historia de la infancia en el Chile republicano, 1810-2010, Santiago, Ocho Libros Editores, 2010.
- La infancia en el Chile republicano. 200 años en imágenes, Santiago, JUNJI, 2010.
- Las historietas en Chile, 1962-1982. Industria, ideología y prácticas sociales, Santiago, LOM ediciones, 2016.
- Años turbulentos. Los comunistas durante el gobierno de Gabriel González Videla, 1946-1952, Santiago, Centro de Investigaciones Diego Barros Arana, 2022. descargar completo

## Artículos y capítulos de libros
- "Los estudiantes secundarios durante la Unidad Popular, 1970-1973", en Historia, N° 42, Vol. II, julio-diciembre de 2009, pp. 471-503.
- "Los derechos del niño: una aproximación histórica, 1910-1930", en Historia, Pontificia Universidad Católica de Chile, vol. 40, N.º 1, junio/2007 bajar texto completo
- "Estrategias de poder y valores políticos en Mampato (1968-1978)", en Mapocho, N°71, primer semestre/2012, págs. 297-314.